# Draken Gorynytj

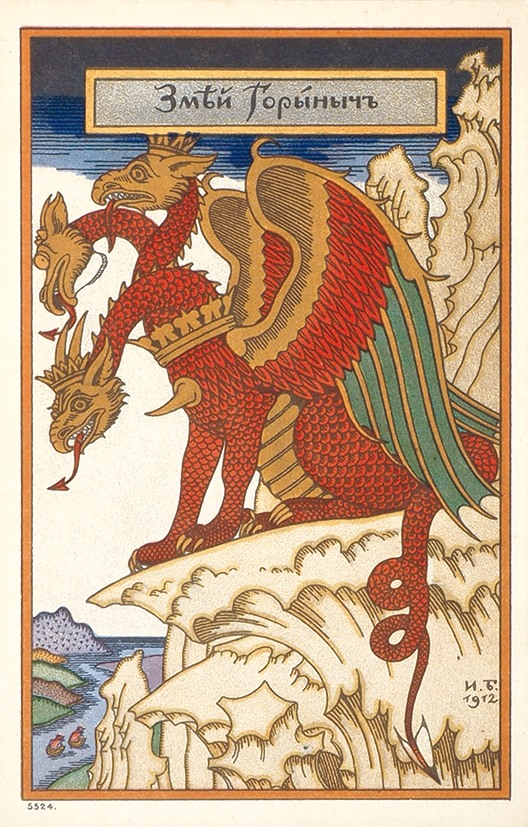
Gorynytj (1912) på ett vykort av Ivan Bilibin.

Draken Gorynytj, egentligen ormen Gorynytj (ryska: змей Горыныч, zmej Gorynytj), är en ond drake (ryska: змей, zmej, ”orm”) i slavisk mytologi och folktro. Han uppträder ibland i gestalt av en orm och ibland som en ormmänniska. I ormgestalt, det vill säga drake, sägs han ofta ha 3 huvuden, ibland upp till 12.
Gorynytj sades vara ett hot mot mänskligheten i allmänhet och kvinnor i synnerhet, särskilt unga flickor som han sas äta, ett vanligt motiv bland medeltida drakar (jämför Sankt Göran och draken och Prins Lindorm). Han sägs även vara en medhjälpare till Baba-Jaga.
I de slaviska hjältesångerna blir han dräpt av bogatyren Dobrynya Nikitich.

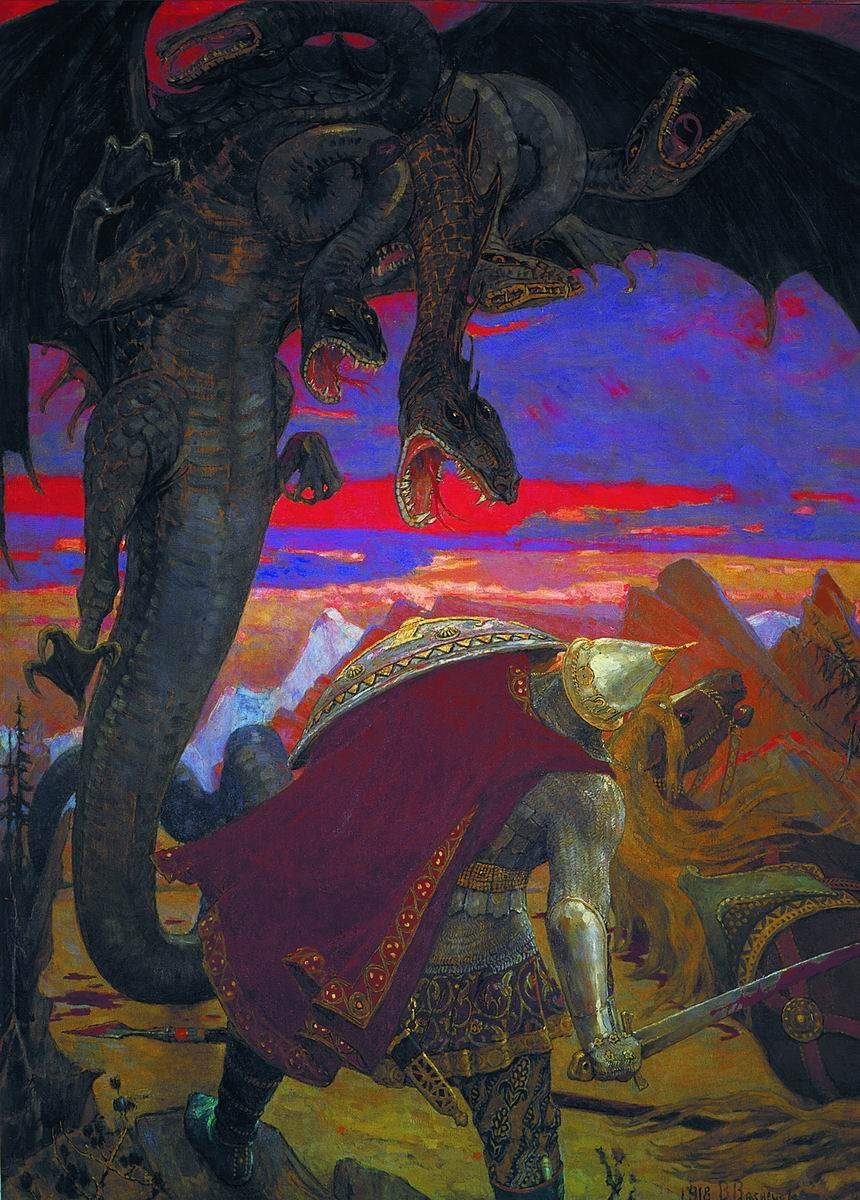
Gorynytj i kamp med Dobrynya Nikitich, av Viktor Vasnetsov (1918).
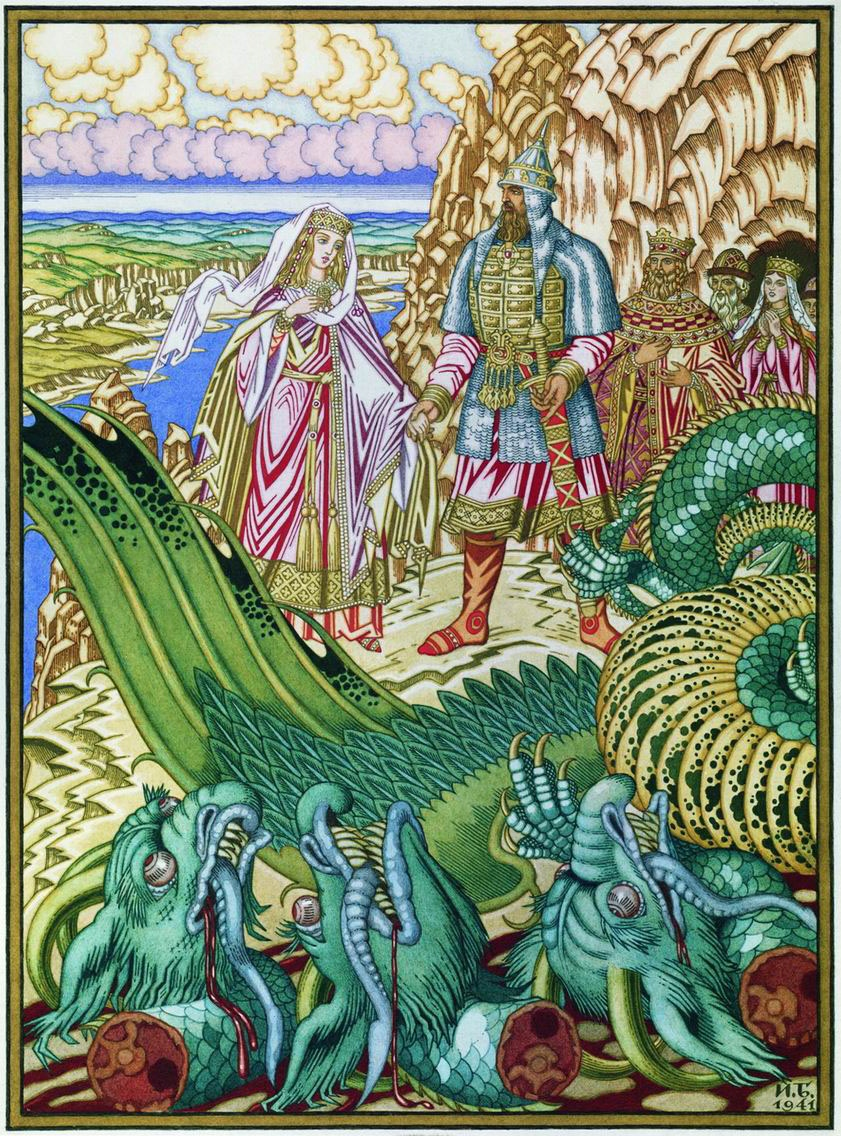
Gorynytj som dräpts av Dobrynya Nikitich, av Viktor Vasnetsov (1941).
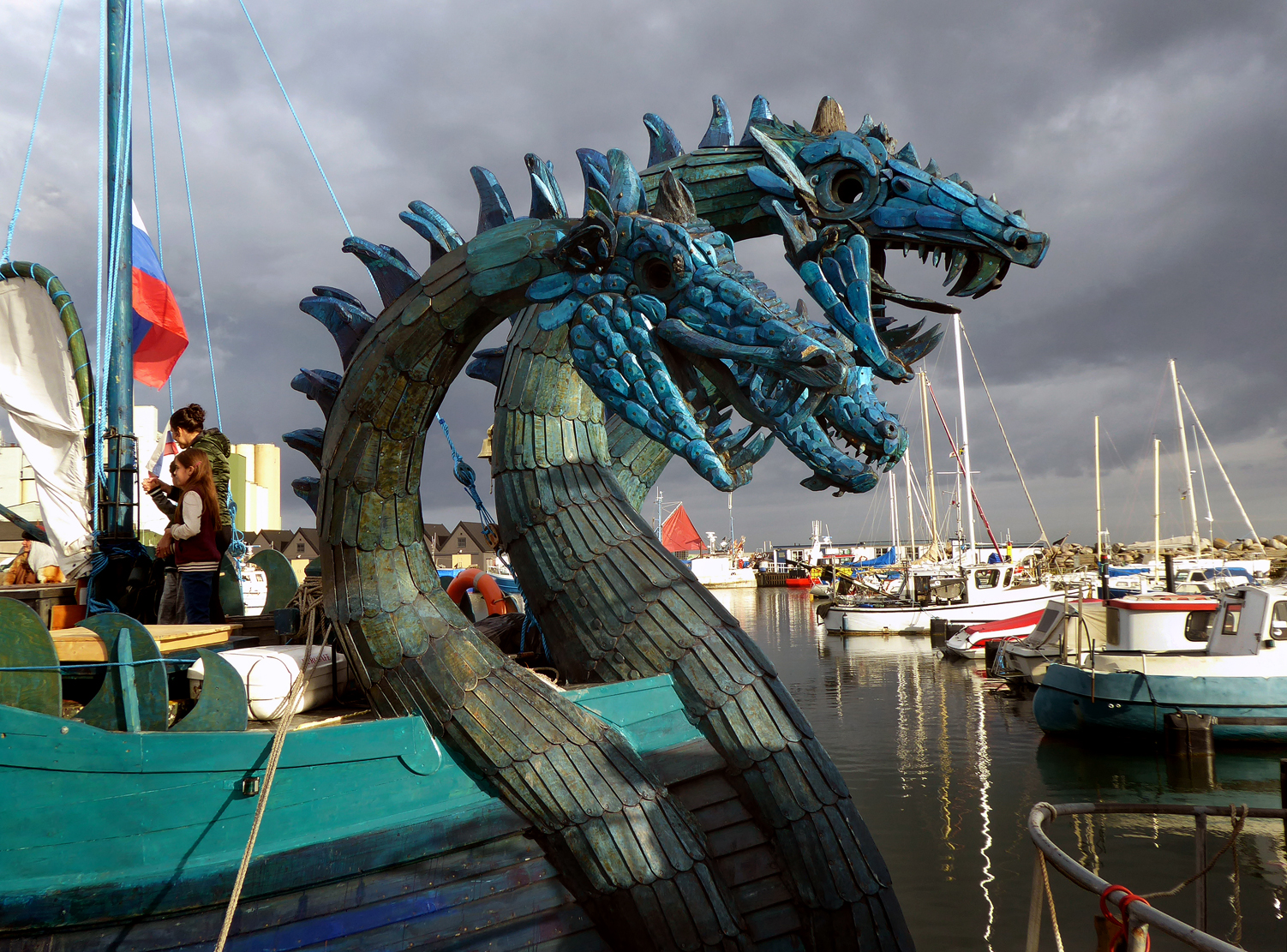
Gorynytj i fören på ett ryskt skepp på besök i Ystad 7 juli 2019.